# Parabolocratalis foliaticeps
Parabolocratalis foliaticeps är en insektsart som beskrevs av Rauno E. Linnavuori 1961. Parabolocratalis foliaticeps ingår i släktet Parabolocratalis och familjen dvärgstritar. Inga underarter finns listade i Catalogue of Life.